# Thang Hòa
Thang Hòa (chữ Hán: 湯和; 1326–1395) là danh tướng và công thần khai quốc nhà Minh. Là một trong 18 anh em kết nghĩa của Chu Nguyên Chương từ khi bắt đầu lập nghiệp. Ông cùng Từ Đạt, Thường Ngộ Xuân là một trong những người có công lớn nhất khi họ đã giúp Chu Nguyên Chương lên ngôi vua năm 1368.

## Sự Nghiệp
Thang Hòa, tự Đỉnh Thần, đồng hương của Thái Tổ. Năm 1352, do thảm họa thiên nhiên và sự cai trị bất tài của triều Nguyên, Hồng Cân quân trỗi dậy. Hòa tham gia cuộc nổi loạn mời Thái Tổ đi cùng. Chính ông là người đã lần đầu kêu gọi các thủ lĩnh vào sinh ra tử thống nhất thừa nhận vị trí lãnh đạo cao nhất của Thái Tổ.
Khi tấn công Trần Dã Tiên, Hòa bị một mũi tên bắn vào đùi trái. Ông rút mũi tên ra và tiếp tục chiến đấu, và cuối cùng đã bắt được Trần Dã Tiên cùng với các tướng lĩnh.
Thường Châu được kết nối với khu vực do Trương Sĩ Thành kiểm soát. Thành thường cử điệp viên đến thu phục. Hòa được bảo vệ rất chặt chẽ, ngăn chặn kẻ thù nghe bất kỳ tin tức nào. Ngô Tôn đã gửi quân đến xâm lược nhiều lần Hòa toàn đẩy lùi chúng và bắt hàng ngàn kẻ thù. Sau đó, ông tiến quân ở Vô Tích, phá Ngô Tôn ở Sơn Tây, đuổi Mặc Thiên Hựu, được thăng chức thành Trung thư tả thừa.
Vào năm 1368, trong cuộc viễn chinh phía Bắc của quân Minh, Hòa được lệnh đóng tàu ở Minh Châu và vận chuyển ngũ cốc đến Trực Cổ. Do một cơn bão trên biển, ngũ cốc đã được vận chuyển đến Trấn Giang và trở về.

## Qua Đời
Thang Hòa là người luôn thức thời biết điều, luôn hiểu ý vua và luôn biết cách bảo vệ mình. Khi bản thân biết Thái Tổ bắt đầu cảm thấy không yên tâm về các lão thần đang nắm quân đội trong tay, Thang Hòa đã chủ động rút lui. Ông chính là người đầu tiên trong các tướng lĩnh chủ động xin gỡ bỏ quân quyền và từ quan về quê. Sau khi về quê hương, ông vẫn tiếp tục làm một người bình thường chứ không sống với danh phận của một công thần. Ông luôn quản lý con cháu và gia nô chặt chẽ, luôn tuân thủ kỉ cương pháp nước, sống thân thiện chan hòa với hàng xóm, không bao giờ ỷ thế bắt nạt người.
Chính vì biết cách bảo vệ mình, ông đã bảo toàn được mạng sống cho chính mình và cả gia tộc. Năm thứ 28 Hồng Vũ ông qua đời thọ 70 tuổi. Sau khi chết, ông được truy phong Đông Âu Vương(东瓯王), thụy Tương Vũ(襄武).

## Gia Đình
Ông có năm con trai. Con gái ông, Thang thị làm Lỗ Vương phi(Vợ Lỗ vương Chu Đàn)